# Schöngezeichnete Blumenbachie
Die Schöngezeichnete Blumenbachie (Blumenbachia insignis) ist eine Pflanzenart aus der Gattung Blumenbachia in der Familie der Blumennesselgewächse (Loasaceae).

## Merkmale
Die Schöngezeichnete Blumenbachie ist eine einjährige Kletterpflanze, die Wuchshöhen von 25 bis 70 Zentimeter erreicht. Die Pflanze ist niederliegend oder kletternd. Die Kelchblätter sind ganzrandig. Die Krone ist weiß und hat einen Durchmesser von bis zu 2,5 Zentimeter. Die Nektarschuppen sind gelb gefärbt und haben rote Punkte oder Streifen.
Blütezeit ist von Juli bis August.
Die Chromosomenzahl beträgt 2n = 24.

## Vorkommen
Die Schöngezeichnete Blumenbachie kommt in Süd-Brasilien, Uruguay sowie Nord- und Zentral-Argentinien in Trockenwäldern und Pampas in Höhenlagen von 0 bis 500 Meter vor.

## Nutzung
Die Schöngezeichnete Blumenbachie wird selten als Zierpflanze für Sommerblumenbeete genutzt. Sie ist seit dem 19. Jahrhundert in Kultur.